# Illés Dániel István
Illés Dániel István (Nyíregyháza, 1984. október 31. –) magyar táncművész, néptáncos, pedagógus, a 4 for Dance tagja.

## Életpályája
Felesége: Illés-Huczman Nóra. Gyermekei: Illés Boglárka és Illés Anna. Szülei: Illés István és Szűcs Gyöngyi. Testvére: Illés Gréta. 
A magyar néptáncművészettel a nyíregyházi Nyírség Táncegyüttes utánpótlás csoportjában kezdett el ismerkedni 1992-ben a Margaréta Tánccsoportban, melyet Csurák Ildikó és Kácsor István vezettek. A csoport rendszeres résztvevője volt hazai és külföldi fesztiváloknak, valamint az évente megrendezésre kerülő Néptáncantológiának.
2004-ben társaival megalapították a 4 for Dance Együttest, melynek célja, hogy az általuk nagy tiszteletben tartott magyar néptánc autentikus elemeit virtuóz ritmusjátékokkal tegyék még izgalmasabbá, s így egy önálló stílust hozzanak létre.

## Tanulmányok
- Nyíregyházi Művészeti Szakközépiskola – érettségi
- Magyar Táncművészeti Főiskola – BA képzés – Táncos és próbavezető szak
- Magyar Táncművészeti Főiskola – MA képzés – Tánctanár szak

## Táncos pályafutás
- Margaréta Tánccsoport
- Figurás Táncegyüttes
- Móricz Zsigmond Színház tánckara
- Kállai Kettős Táncegyüttes
- Nyírség Táncegyüttes
- Magyar Állami Népi Együttes
- 4 for Dance

## Díjak, elismerések
- Országos Gyermek Szólótáncverseny "bokrétás" díjában részesült.
- 2002-ben az Országos Ifjúsági Szólótáncverseny "ezüst pitykés" díjában részesült.
- 2004-ben az Országos Felnőtt Szólótáncverseny junior díjában részesült.
- 2006-ban az Országos Felnőtt Szólótáncverseny különdíjában részesült.
- 2009-ben a 4 for Dance Együttes Montreal-ban az UNESCO védnöksége alatti Dance World Cupon, a hivatalos táncvilágkupán három kategóriában is – folk, show, step – megszerezte a világbajnoki címet.
- 2011-ben a Szabolcs-Szatmár-Bereg megyei VI. Megyei Prima Díj Közönség díjasa lett a 4 for Dance, valamint jelölték őket a Magyar Népművészet és Közművelődés kategóriában.
- 2012-ben Nyíregyháza Megyei Jogú Város Közgyűlése kimagaslóan eredményes tevékenységük elismeréseként „Nyíregyháza városért emlékérem – Bencs Kálmán díj” –ban részesítette a 4 for Dance-t.
- 2015-ben a 4 for Dance táncegyüttes eredményei és koncepciója, mint nemzeti értékünk felvételre került a Nyíregyházi Települési Értéktárba.
- 2017-ben pedig a Szabolcs-Szatmár-Bereg Megyei Értéktárba is.
- 2021-ben Miniszteri Elismerő Oklevelet vehetett át Kiemelkedő Szakmai Tevékenysége elismeréseként Prof. Dr. Kásler Miklós miniszter úrtól, az Emberi Erőforrások Minisztériumának miniszterétől.

A csapat a Föld összes kontinensén, több mint 40 országban szerepelt már, többek között: Brüsszelben – az Európai Parlamentben, Kanadában, Angliában, Algériában, az Egyesült Arab Emírségekben, Kínában, Svédországban, Norvégiában, Írországban, Lengyelországban, Finnországban, Dániában, Monacoban, az Amerikai Egyesült Államokban, Ausztráliában, Törökországban, Izraelben, Jordániában, Egyiptomban, Oroszországban, Kubában, Vietnámban, Malajziában, Indiában, Dél-Koreában, a Fülöp-szigeteken és számos európai országban és nagyvárosban egyaránt.